# Bajraky
Bajraky (ukrainisch Байраки; russisch Байраки Bairaki, rumänisch Mogoșești) ist ein Dorf in der ukrainischen Oblast Tscherniwzi mit etwa 1850 Einwohnern (2001).

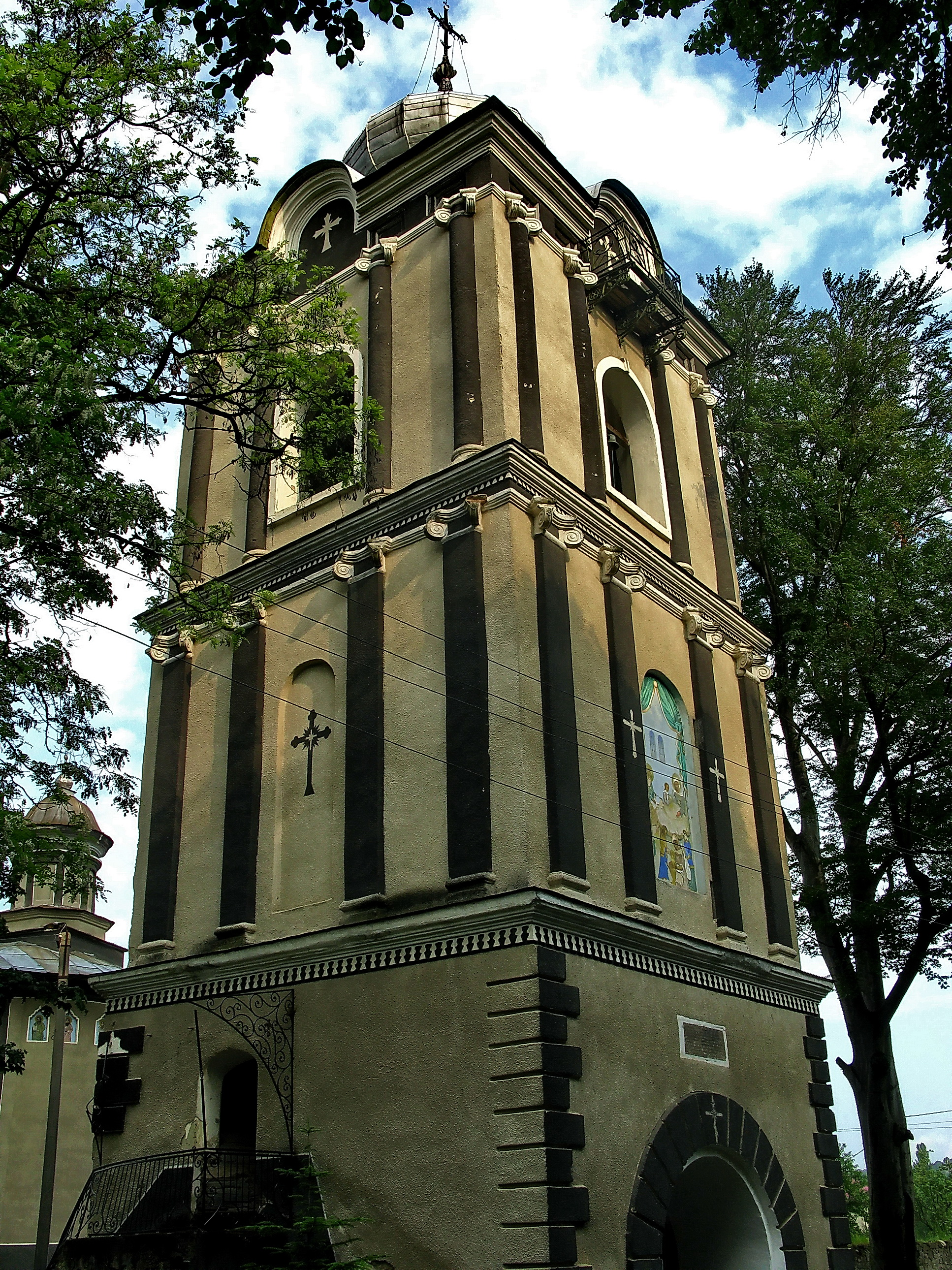
Glockenturm der Geburtskirche der Jungfrau in Bajraky

In dem seit dem 17. Jahrhundert bekannten Dorf (eine weitere Quelle nennt als Gründungsjahr 1633) befindet sich die 1646 errichtete Geburtskirche der Jungfrau, eine der größten Dorfkirchen in der südöstlichen Bukowina und ein Architekturdenkmal von nationaler Bedeutung.
Ab 1940 trug der Ort den ukrainischen Namen Mahoscheschty (Магошешти), am 7. September 1946 erhielt er dann seinen aktuellen Namen.
Am 20. November 2017 wurde das Dorf ein Teil neu gegründeten Stadtgemeinde Herza im Rajon Herza, bis dahin bildete es zusammen mit dem nördlich gelegenen Dorf Pidwalne (Підвальне) die Landratsgemeinde Bajraky (Байраківська сільська рада/Bajrakiwska silska rada) im Süden des Rajons.
Seit dem 17. Juli 2020 ist der Ort ein Teil des Rajons Tscherniwzi.

## Geografische Lage
Die Ortschaft liegt im historischen Herza-Gebiet auf einer Höhe von 254 m, 3 km nördlich vom Dorf Petraschiwka, 13 km südwestlich vom ehemaligen Rajonzentrum Herza und 28 km südöstlich vom Oblastzentrum Czernowitz.